# Signal de Ventalon
Le signal de Ventalon est un sommet culminant à 1 350 m d'altitude dans le département français de la Lozère.

## Géographie
Le signal de Ventalon est situé dans le massif Bougès dans les Cévennes, au sein du Massif central. Une antenne-relais se trouve sur son sommet.

## Randonnée
La montagne est parcourue par les sentiers de grande randonnée 68 et le 670.